# Годесбергская программа
Годесбергская программа (нем. Godesberger Programm) — партийная программа СДПГ в 1959—1989 годах.
Годесбергская программа была принята на внеочередном партийном съезде СДПГ в Бад-Годесберге 15 ноября 1959 года и заменила собой Гейдельбергскую программу 1925 года. Это ознаменовала смену курса руководства СДПГ от социалистической рабочей партии к так называемой «народной партии» (Volkspartei). В контексте немецкой социал-демократии принцип Volkspartei означал, что СДПГ перестает быть лишь партией рабочего класса, партией пролетариата, и старается быть общенародной, то есть представлять интересы не только рабочих, но и, например, мелкой буржуазии, стараясь расширить свою электоральную базу.
Ряд основных положений Годесбергской программы действителен для СДПГ и по сегодняшний день — признание рыночного хозяйства, поддержка усиления бундесвера и претензии на роль «народной партии». Программа была заменена на Берлинскую в 1989 году.
Партийный съезд проходил с 13 по 15 ноября 1959 года и занимался исключительно вопросами новой партийной программы. На съезде присутствовали 340 делегатов с правом решающего и 54 с правом совещательного голоса. Представленный руководством партии проект подвергался интенсивной критике со стороны левого крыла социалистов. Так, одним из предложений левых (поддержанное 69 делегатами), было внесение в партийную программу требования о передаче контроля над предприятиями, имеющими стратегическое значение, государству. Выдвигался также пункт (поддержанный 89 делегатами) об ограничении права частной собственности в том случае, если оно нарушает рамки справедливого социального порядка. Однако большинством эти предложения поддержаны не были, и в основной текст программы вносились лишь косметические «доработки». 15 ноября 1959 года Годесбергская программа была принята 324 голосами против 16. Несмотря на то, что СДПГ в этот день распрощалась со своим марксистским прошлым, многие делегаты проголосовали «за» исходя из чувства лояльности к своим партийным вождям и требованиям партийной дисциплины — несмотря на то, что с некоторыми пунктами новой программы были не согласны.
Годесбергская программа состоит из преамбулы и 7 частей. В 1-й части «Основные ценности социализма» перечислены эти «ценности»: свобода, справедливость и солидарность. Как далее указывается, «демократический социализм» имеет 3 исторических корня — это христианская этика, гуманизм и классическая философия. Упоминания о марксизме, присутствовавшего во всех социалистических программах ранее, более не встречается. 2-я часть — «Основные требования» — говорит об отказе от войны как от политического средства. Также СДПГ отказывается от сотрудничества с «коммунистическими режимами». В 3-й части Годесбергской программы признаётся конституция ФРГ, право Западной Германии вооружаться и (как факт) раздел Германии на 2 государства. В то же время здесь призывается к созданию в Европе безъядерной зоны и к разоружению. В 4-й части речь идёт об экономике и хозяйствовании в ФРГ. При этом социалисты пытаются балансировать между планированием производства и рыночным хозяйством. 5-я часть посвящена культурной жизни и отношению к религии. В 6-й части излагается взгляд СДПГ на международные отношения. В 7-й рассматривается «пройденный партией путь» и формулируются оптимистические для «демократического социализма» выводы.
Выдвигавшиеся параллельно с принятой Годесбергской программой другие программные предложения, в которых марксистскому учению отводилась определённая роль, руководством СДПГ практически не принимались во внимание.

## Текст программы
- Текст программы (нем.)